# 小行星7215
小行星7215（7215 Gerhard）是一颗绕太阳运转的小行星，为主小行星带小行星。该小行星于1977年3月16日发现。

## 轨道参数
小行星7215的轨道半长轴为3.2116609 UA，离心率为0.013。